# معاهدة وبستر-أشبرتون

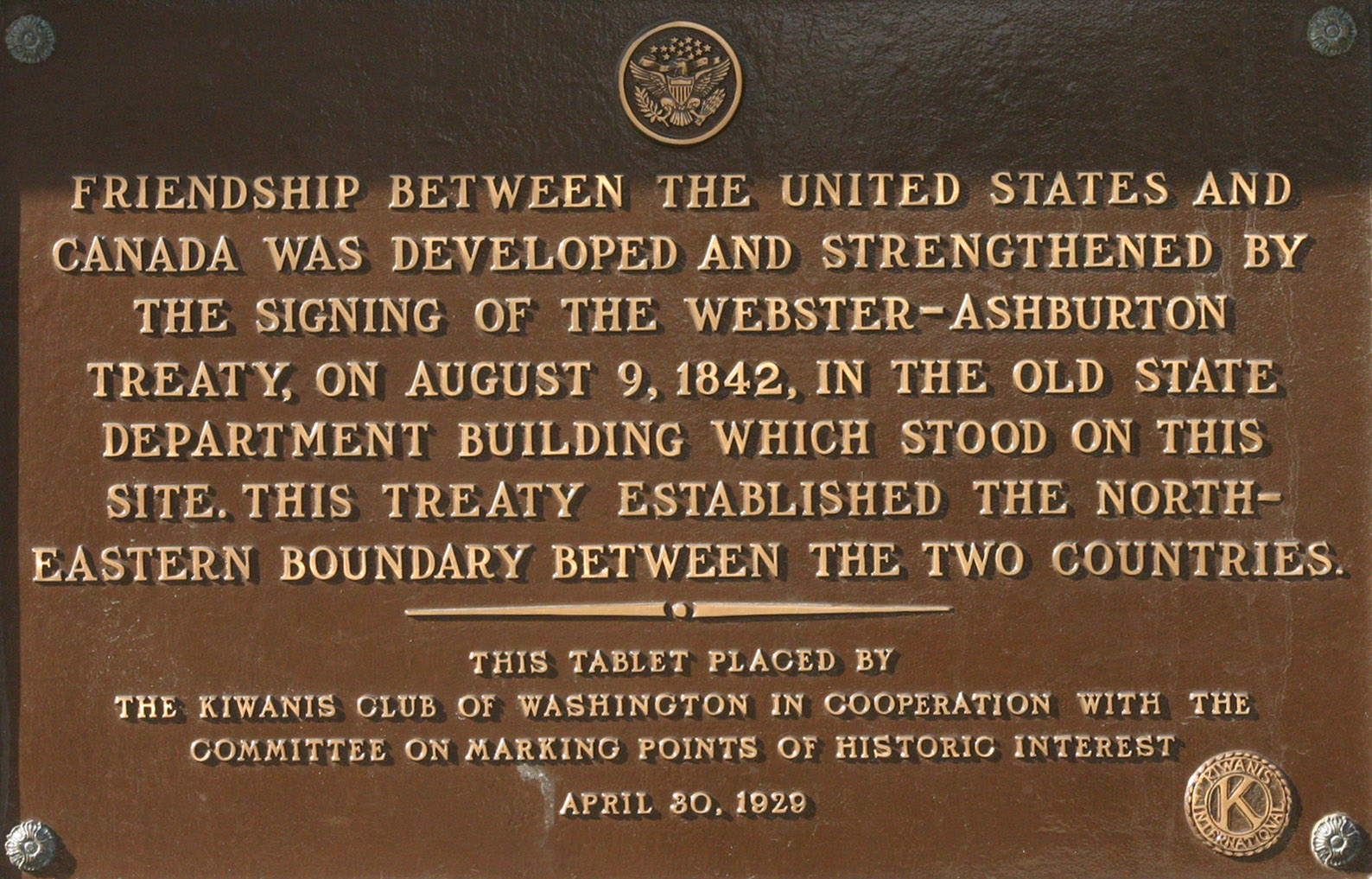
لوحة تذكارية للمعاهدة.

معاهدة وبستر–أشبرتون Webster–Ashburton Treaty، وُقعت في 9 أغسطس 1842 أهم ما نصت عليه هذه المعاهدة ما يأتي : من حيث الحدود مع كندا ، فقد اتضح وجود خرائط لدى الطرفين تؤيد مزاعم هذا الطرف، وكان هناك حل وسط وهو وضع الحدود على ما هي علي الآن بين ولاية مين وكندا – كسبت أمريكا نصف المساحة التي ادعت بها . واعتذرت بريطانيا عن حادث الكارولاين . تعهدت الحكومة الأمريكية بعدم التدخل في عمليات تحرير الرقيق، كما حدث مع الكريول، اتفقت الدولتان على الاشتراك في مراقبة الساحل الأفريقي لمنع تجارة الرقيق . من حيث مزاعم الطرفين في اوريجون، فقد حلت هذه فيما بعد. أما بخصوص الديون البريطانية فإنها لم تدفع أبدا من قبل الولايات.